# Пентакль (роман)
«Пентакль» (оригінальна назва — рос. Пентакль) — роман із серії оповідань;  виданий 2005 року російським видавництвом «Эксмо». Написаний у співавторстві письменниками Мариною та Сергієм Дяченками, Андрієм Валентиновим та Генрі Лайоном Олді. В український переклад збірки увійшли тринадцять з тридцяти оповідань в оригінальному російському виданні.

## Опис книги

### Україна
Уже вкотре п’ять відомих письменників, п’ять метрів української фантастики зібралися у кав’ярні, аби знайти нового персонажа. А потім вийшли на вулицю і розійшлися у різні боки, аби, зрештою, зустрітися під годинником на головній площі. Чи то опівдні біля старого млина. А чи опівночі біля зруйнованої церкви... Однією з відправних точок тепер став «Миргород» Гоголя — малоросійські історії, провінційні байки, що склалися в Миргород, у картину Дивного Світу... Перед вами — розповіді авторів з нового циклу «ПЕНТАКЛЬ». Ні Олді, ні Дяченки, ні Валентинов не скажуть вам з доброї волі, кому саме належить кожна оповідь. Натомість запропонують зіграти у цікаву гру — «вгадай автора». Отже, до вашої уваги фрагменти майбутнього циклу...

### Росія
Відьма працює у перукарні. Чорт сидить за комп'ютером, упир — голова колгоспу. Ночами на старому кладовищі такий собі Веліар влаштовує для місцевих жителів бої без правил. На таємничому базарі речі продають і купують людей. Знову розквітає панська орхідея, огортаючи задушливим ароматом молоду вчительку біології. Смалить із «маузера» по бісах товарищ Химерний, мармурова Венера у парку навідує шукачів древнього скарбу. Єдність місця (Україна з її містами, хуторами і містечками), єдність часу (ХХ століття-«вовкодав») і, нарешті, єдність дії — взаємодія п'яти авторів. Через п'ять років після виходу знаменитого «Рубіжа» вони знову зійшлись разом — Генрі Лайон Олді, Андрій Валентинов, а також Марина і Сергій Дяченки — щоб створити «Пентакль», цикл із тридцяти розповідей.
У дорогу, читачу! Зустрінемось опівночі — біля зруйнованої церкви. Чи зранку під годинником на головній площі. Чи в полудень біля старого млина.

## Цікаві факти[3]
- Українською мовою було видано скорочену версію «Пентаклю», а саме 13 з 30 розповідей.
- Російською мовою вперше було видано у 2004 році (4 із 30 розповідей).
- Робочою назвою була «Новий Миргород».

## Нагороди[3]
- 2005 — міжнародний фестиваль фантастики «Зоряний Міст», номінація «Найкращий цикл, серіал і роман із продовженням» (1-ше місце, «Золотий Кадуцей»)
- 2005 — премія «Підсумки року» журналу «Світ фантастики», номінація «Найкращий вітчизняний містичний роман»
- 2006 — премія «РосКон», номінація «Роман» (2-ге місце, «Срібний РосКон»)
- 2006 — конференція «Басткон», премія «Баст» (2-ге місце)

## Видання[3]
- 2004 рік — видавництво «Зелений пес» (13 із 30 розповідей) (укр.)
- 2004 рік — видавництво «Эксмо» (3 із 30 розповідей в антології «Фентезі-2005»). (рос.)
- 2005 рік — видавництво «Эксмо» (всі 30 розповідей). (рос.)
- 2006 рік — видавництво «Эксмо» («Пентакль» і «Рубіж»). (рос.)
- 2007 рік — видавництво «Эксмо». (рос.)
- 2008 рік — видавництво «Эксмо». (рос.)
- 2010 рік — видавництво «Эксмо» («Пентакль» і «Рубіж»). (рос.)

## Український переклад
Українською мовою було перекладено і опубліковано 2004 року видавництвом «Зелений пес» 13 із 30 розповідей.